# Guillermo Lasso
Guillermo Alberto Santiago Lasso Mendoza (født 16. november 1955) er en ecuadoriansk forretningsmand og politiker der var præsident i Ecuador fra 2021 til 2023.
Han var kandidat til præsidentvalget i 2021, hvor han i valgets sidste valgrunde vandt over modkandidaten Andrés Arauz. Han stillede også op til præsidentvalgene i 2013 og 2017.
Lasso har tidligere kortvarigt været "superøkonomiminister" under præsident Jamil Mahuad i 1999 og var guvernør i provinsen Guayas fra 1998 til 1999.